# Barichneumon chionomus
Barichneumon chionomus är en stekelart som först beskrevs av Wesmael 1845.  Barichneumon chionomus ingår i släktet Barichneumon och familjen brokparasitsteklar. Utöver nominatformen finns också underarten B. c. hierosolymitor.